# William Bainbridge

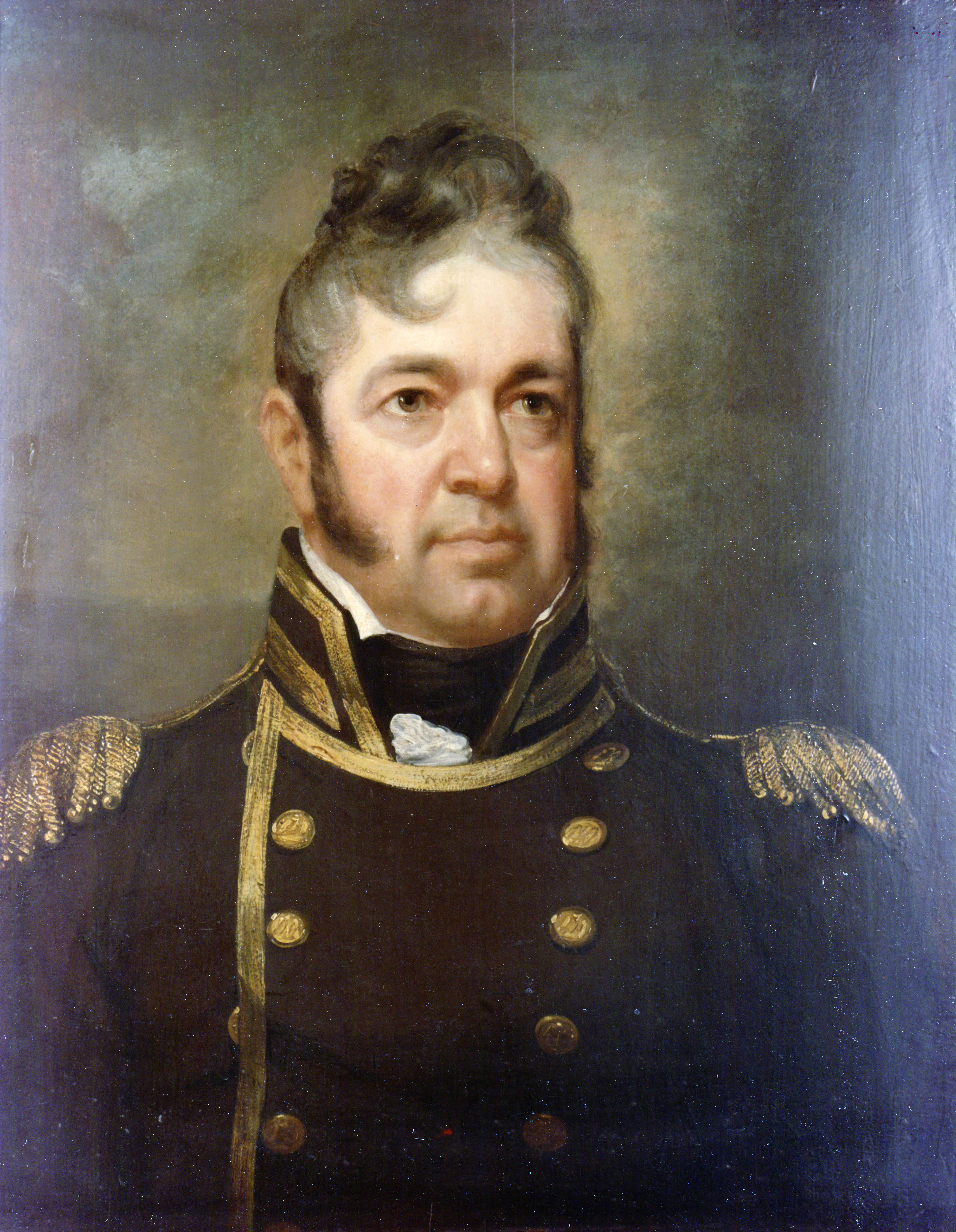
William Bainbridge (1774–1833)

William Bainbridge (* 7. Mai 1774 in Princeton, Province of New Jersey; † 27. Juli 1833 in Philadelphia) war ein Kommodore der United States Navy, der vor allem für seinen Sieg über die HMS Java im Britisch-Amerikanischen Krieg bekannt ist.

## Kadett Bainbridge
Bereits mit 15 Jahren wurde er Kadett. Er entwickelte sich schnell als Seemann und als Führungspersönlichkeit, woraufhin William Bainbridge das Kommando über sein erstes Schiff, die Hope, Ende 1793 erhielt. Mit diesem Schiff unternahm er viele Handelsfahrten zu europäischen Häfen, meistens Bordeaux, als auch zu den Westindischen Inseln.
Nach Ärger mit Frankreich und mit den Berber-Piraten wurde in den USA die US Navy ins Leben gerufen und Bainbridge wurde in den Rang eines Lieutenant eingesetzt. Ihm wurde das Kommando über die Retaliation gegeben. Mit diesem Schiff sicherte Bainbridge die Handelsschifffahrt in der karibischen See. Am 20. November 1798 entdeckte die Retaliation die beiden französischen Fregatten L'Insurgente und Volontaire, deren vereinigte Feuerkraft ihn aber zur Aufgabe zwangen. Während seiner Gefangenschaft auf Guadeloupe unternahm Bainbridge alles in seiner Macht stehende, um die Interessen seiner mitgefangenen Landsleute zu vertreten und sie zu schützen. Später wurde er ermächtigt mit der Retaliation heim zu segeln mit allen anderen Amerikanern.
Nach seiner Heimkehr wurde er zum Oberbefehlshaber ernannt und bekam das Kommando über die Norfolk, eines der Schiffe, die er vor der Aufbringung durch die Franzosen bewahrt hatte. Bainbridge stieß am 24. Mai 1799 mit seinem Schiff zum Geschwader von Kommodore Thomas Tingey in den Gewässern rund um die Leeward-Inseln. Am 5. Juni brachte er ein 14-Kanonen-Kaperschiff auf und zwang es zur Aufgabe, obwohl ein Windstoß zwei Top-Masten heruntergerissen hatte.
Nach erfolgter Reparatur in St. Kitts kreuzte die Norfolk mit der Ganges und half dem Flaggschiff das Kaperschiff Vainqueur aufzubringen. Ende Juli schützten Norfolk und Retaliation einen großen Konvoi von Handelsschiffen. Nachdem eine französische Fregatte den Konvoi entdeckt hatte, gelang es Bainbridge mit seinen Schiffen, die Fregatte vom Konvoi abzudrängen. Der Konvoi setzte seine Reise fort und kam 12. August in New York mit nur einem Schiffsverlust an.
Im September nahm Bainbridge den Kampf gegen Kaperschiffe rund um Hispaniola auf. Dabei wurde seine Brigg zum frühen Vorläufer der im Ersten Weltkrieg eingesetzten Q-Schiffe. Am 30. Oktober mimte die Brigg ein wehrloses Handelsschiff. Eine Bark entdeckte sie, und als sie näher kam, wurde sie unter Beschuss genommen. Jedoch ließ der Wind nach, so dass Bainbridge die Verfolgung abbrechen musste.
Einige Zeit später vereinigte sich die Fregatte Norfolk mit der Fregatte Boston. Am 7. November fingen sie eine französische Sloop ab. Die Norfolk segelte dann nach Kuba zu Patrouillenfahrten. Am 20. Februar 1800 jagte sie den französischen Schoner Beauty in flaches Gewässer, wohin die amerikanische Brigg nicht folgen konnte. Bainbridge benutzte dann seine Kanonen so effektiv, dass er den Kaperfahrer in Stücke zerschlagen konnte. Diese Aktion hatte eine große Wirkung auf den amerikanischen Handel. Danach hielt sie die Gewässer um Kuba frei von feindlichen Kriegsschiffen, bis sie einen aus 23 Handelsschiffen bestehenden Konvoi nach Hause begleitete.

## Kapitän Bainbridge
Der Konvoi erreichte Philadelphia am 12. April 1800, und etwas mehr als einen Monat später wurde der gerade 25 Jahre alte Bainbridge zum Kapitän befördert. Das Abkommen von Mortfontaine beendete die Feindseligkeiten mit Frankreich.
Die Berber-Piraten hielten schon seit langer Zeit die Vorherrschaft im Mittelmeer und forderten von Schiffen aller Nationen Geld ein, die deren Hoheitsgewässer passieren wollten. Mit dem umgebauten Handelsschiff George Washington, das 32 Kanonen trug, war Bainbridge damit beauftragt, die Zahlungen für das Jahr 1800 dem Dey von Algier zu überbringen. Nach der Geldübergabe traf Bainbridge Vorbereitungen für die Heimfahrt. Er war überrascht von den Anweisungen des Dey, dass er einen Spezialauftrag für den Sultan von Konstantinopel erledigen sollte. Nur unter Protest nahm er diesen Auftrag an. Beim Sultan machte er sich viele Freunde und erhielt einen Schutzbrief vom Kapudan Pascha, der es ihm gestattete, viele versklavte Amerikaner aus der Sklaverei zu befreien und nach Hause zu bringen. Nach seiner Rückkehr übernahm Bainbridge das Kommando über die Fregatte Essex und segelte mit dem Geschwader von Kommodore Captain Dale zurück ins Mittelmeer. Er erreichte Gibraltar am 1. Juli 1801 und sicherte den amerikanischen Handel im Mittelmeer bis zu seiner Rückkehr im Jahre 1802.

## Das erste Kommando
Bainbridge erhielt das Kommando über die Fregatte Philadelphia und kehrte zurück ins Mittelmeer, um sich mit dem Geschwader von Kommodore Edward Preble zu vereinigen, der eine Operation gegen Tripolis führte. Kurz nachdem er am 24. August 1803 Gibraltar erreichte, jagte er zwei Kaperschiffe in der Nähe von Kap de Gata an der spanischen Küste. Zwei Tage später fing Bainbridge das marokkanische Schiff Mirboka ab.
Die Philadelphia, begleitet von dem Schoner Vixen, eskortierte amerikanische Handelsschiffe zur südöstlichen Küste von Spanien und fuhr über die Zwischenstation Malta nach Tripolis, um dort eine Blockade zu etablieren. Kurz nach der Ankunft entließ Bainbridge den Schoner Vixen, der zwei Kriegsschiffe von Tripolis jagen sollte, die auf Kaperfahrt gegen Handelsschiffe waren. Während der Abwesenheit der Vixen lief die Philadelphia im Hafen von Tripolis am 31. Oktober 1803 auf Grund, als sie gerade zwei Kaperschiffe verfolgte. Alle Versuche, die Philadelphia wieder flott zu bekommen, scheiterten. Schlimmer noch, ihre Kanonen konnten die angreifenden Kanonenboote aus Tripolis nicht beschießen, die ihrerseits mit dem Beschuss der Fregatte begannen. Unfähig sein Schiff zu verteidigen oder zu fliehen, gab Bainbridge auf.

## Kommodore Bainbridge
19 Monate später, im Jahre 1805, kam Bainbridge wieder frei und wurde im New York Navy Yard stationiert. Finanziell am Ende, quittierte er den Dienst, um zur Handelsmarine zu gehen. Dort blieb er bis zum Jahr 1808, als er das Kommando über die Fregatte President erhielt. Er übernahm aber nicht nur das Kommando über die 44-Kanonen-Fregatte, sondern setzte auf ihr erstmals den Stander eines Kommodore. Dieses Kommando behielt Bainbridge bis 1810 bei, um dann abermals zur Handelsmarine zu gehen.

## In der Handelsmarine
Im Jahr 1811 sah es so aus, dass er für länger in der Handelsmarine verbleiben müsste. Damals sorgte der Konflikt mit Frankreich noch für Reibereien. Als dann die Royal Navy die Meere wieder beherrschte, drangsalierten sie die Handelsschifffahrt der USA vermehrt. So wurde ein Krieg mit dem Mutterland mit jeder Provokation immer wahrscheinlicher. Als Bainbridge vom Zwischenfall der President und der Little Belt hörte (50 Meilen vor Kap Henry, Virginia), kehrte er hastig heim und bot seine Dienste in Washington, D.C. an.

## Der Britisch-Amerikanische Krieg
Bainbridge machte seine erste wichtige Handlung im Krieg von 1812, als er mit Kommodore Stewart zusammentraf, um mit ihm zusammen eine aggressivere Haltung im Seekrieg durchzusetzen, ganz gegen die Meinung von Präsident Madison. Diese Kampagne endete nicht ganz erfolgreich um die Richtlinie im Seekrieg zu verändern, brachte ihm aber einen bleibenden Ruf in der Navy ein, in Form seines spektakulärsten Ein-Schiff-Sieges.
Vielmehr noch, später trug Bainbridge zu einem solchen Sieg selbst bei. Stationiert war er wieder im Charlestown Navy Yard in Boston 1812. Dort entlastet er Isaac Hull als Kapitän der Constitution, nach dem Hull um eine Pause vom aktiven Dienst bat und diese erhielt, nach seinem Triumph über die Guerriere. Als Teil eines kleinen Geschwaders, bestehend aus Constitution, Essex und Hornet, segelte Bainbridge mit seinem Schiff nach Süden um britische Schiffe zu jagen und um gleichzeitig amerikanische Schiffe in den Gewässern um Brasilien zu schützen. Am 29. Dezember 1812 entdeckte er die britische Fregatte Java in der Nähe von Bahia, Brasilien.
Bainbridge machte sein Schiff klar zum Gefecht und griff geradewegs an. Es entstand ein wildes Gefecht aus Segelmanövern und Breitseiten, in der jede Fregatte versuchte, das Kreuzende T (Crossing the T) zu erreichen, Lord Nelsons legendäres Manöver, ohne selbst in diese Situation zu geraten. Bainbridge selbst trug zwei Wunden aus diesem Kampf davon, eine Scharfschützenkugel traf ihn in der Hüfte und später trug er eine Splitterverletzung davon, als eine Kanonenkugel das Ruderrad zerschmetterte. Er blieb aber auf seinem Posten und befehligte sein Schiff weiter. Allein mit der Notsteuerung schaffte Bainbridge es, die Java nach und nach zu zerschlagen. Es blieb dem Kapitän der Java nichts anderes übrig als die Flagge zu streichen. Das Schiff war so zerstört, dass Bainbridge nur noch die Besatzung auf sein Schiff übernahm und die Java verbrannte.
Im Februar 1813 kehrte Bainbridge nach Boston zurück, wo er den Rest des Krieges verbrachte, um den Bau des 74-Kanonen-Linienschiffs Independence zu leiten. Als das Linienschiff am 3. Juli 1815 in See stach, führte es den Wimpel von Kommodore Bainbridge, der sodann mit seinem Geschwader ins Mittelmeer aufbrach um die algerischen Piraten zu bändigen. Als das Geschwader Bainbridge seinen Bestimmungsort erreichte, erfuhr er, dass Kommodore Decatur die Situation schon geklärt hatte, wofür eigentlich beide Geschwader gedacht waren. So übernahm Bainbridge mit seinem Geschwader das Kommando über die amerikanische Mittelmeerflotte, während Decatur mit seinem Geschwader nach Hause fuhr.

## Die späten Jahre und Tod von William Bainbridge
Er selbst kehrte im November des Jahres 1815 nach Boston zurück. Er führte seinen Kommodore Wimpel für etwas mehr als vier Jahre auf der Independence. Im April 1820 setzte er seinen Wimpel auf dem Linienschiff Columbus für seine letzte Reise auf See. Auch auf dieser Reise war das Mittelmeer sein Ziel, um dort den amerikanischen Handelsverkehr zu schützen. 1821 kehrte er in die USA zurück, nachdem er es verpasst hatte, Isaac Hull von seinem Posten des Vorsitzenden der Marinekommission zu verdrängen. Bainbridge bekam den Posten als Leiter des Marinestützpunkt in Philadelphia. Diesen Posten hielt er bis ins Jahr 1831.
Kommodore Bainbridge starb an einer Lungenentzündung am 27. Juli 1833 und wurde in der Kirche in Philadelphia begraben.

## Namensgebungen
Mehrere Schiffe der US Navy sind ihm zu Ehren Bainbridge getauft worden. Auch die Insel Bainbridge Island in Washington sowie Bainbridge (Ohio) und Bainbridge (Georgia) sind nach ihm benannt worden.